# Gueórguiyevskoye (Krasnodar)
Gueórguiyevskoye (del ruso: Гео́ргиевское) es un seló del raión de Tuapsé del krai de Krasnodar, en el sur de Rusia. Está situado en las estribaciones meridionales del extremo oeste del Cáucaso Occidental, en la orilla derecha del Pshenajo, afluente del río Tuapsé, 15 km al nordeste de Tuapsé y 99 km al sur de Krasnodar, la capital del krai. Tenía 1 606 habitantes en 2010.
Es cabeza del municipio Gueórguiyevskoye, al que pertenecen asimismo  Indiuk, Krivenkovskoye, Anastasiyevka, Bolshoye Pseushko, Kirpichnoye y Máloye Pseushko.

## Historia
La stanitsa Gueórguiyevskaya fue fundada en 1864 como acantonamiento del batallón costero shapsug. Fue bautizada de este modo en referencia a un icono de San Jorge supuestamente hallado en el lugar. Con la disolución del batallón en 1870, la localidad perdió el estatus de stanitsa y quedó como seló.

## Transporte
La plataforma ferroviaria en la línea Tuapsé-Krasnodar más cercana se halla en Kirpichnoye. Al oeste de la localidad pasa la carretera R254 Maikop-Tuapsé.